# PC-Engine GT
 (avril 2022).
Si vous disposez d'ouvrages ou d'articles de référence ou si vous connaissez des sites web de qualité traitant du thème abordé ici, merci de compléter l'article en donnant les références utiles à sa vérifiabilité et en les liant à la section « Notes et références ».
La PC-Engine GT (appelée TurboExpress en Amérique du nord et parfois connue sous le nom Turbo GT) est une console portable de jeux vidéo, sortie en 1990 et fabriquée par NEC Corporation. Elle sort en France en janvier 1991 au prix de 2490 FF avec un jeu, puis passe d'un coup à seulement 1490 FF avec un jeu en novembre 1992[réf. nécessaire].
Il s'agit donc d'une version portable de la PC-Engine, pourvue d'un écran LCD couleur à matrice active d'une diagonale de 2,36 pouces. Techniquement identique aux versions de salon, elle accepte tous les jeux édités au format HuCard.
Un périphérique d'extension (TV Tuner) fut commercialisé en option pour permettre de transformer la console en téléviseur portatif ou bien en moniteur vidéo pour caméra via un port d'entrée. Cependant, ce module n'étant compatible qu'avec les normes NTSC en vigueur au Japon et en Amérique du nord, il ne pouvait être utilisé pour capter les chaînes sur le territoire européen.
Sa consommation électrique est très importante, puisqu'un jeu de 6 piles LR6 ne dépasse pas trois heures d'utilisation normale. Pour compenser ce problème, la console s'éteint automatiquement si elle reste inutilisée un certain temps et des kits de batteries rechargeables furent commercialisés par la société TTI. Par ailleurs, un transformateur secteur était livré en standard pour une utilisation sans piles, tandis qu'un adaptateur pour prises allume-cigare était vendu en option.
Elle resta longtemps la plus performante des consoles portables du marché, face à des concurrentes comme la Lynx plus volumineuse, la Game Boy avec son écran monochrome, ou la Game Gear utilisant un écran couleur à matrice passive moins abouti. Malgré un succès d'estime des joueurs, la PC-Engine GT n'eut toutefois pas la carrière commerciale escomptée, à l'inverse des concurrentes de chez Nintendo qui rencontrèrent un succès populaire mondial bien plus important, car plus légères et plus simples, avec une autonomie sur piles raisonnable et surtout proposées à des tarifs beaucoup plus abordables.

## Spécifications Techniques
- Masse : 435 g
- CPU : HuC6280 à 7,16 MHz
- RAM : 8 Kio
- Résolution: 256x212
- Résolution maximum : 320x256
- Résolution maximum théorique 512x256
- Sprites simultanément à l'écran : 64
- Couleurs : 16 palettes de 16 couleurs parmi 512
- Processeur Graphique : 2 processeurs 16 bits, VDC (Video Display Processor) et VCE (Video Color Encoder)
- RAM Vidéo : 64 kio
- Sortie UHF
- Port cartouche : PC-Card de 64 kio à 1 Mio
- Périphérique Optionnel: Tuner TV NTSC

## Périphériques
Officiels et proposés par NEC

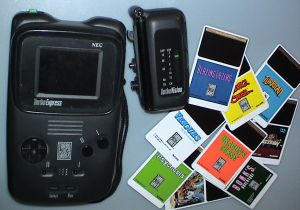
La TurboExpress, avec le Tuner TV TurboVision et quelques jeux

- GT COM cable (Référence: PI-AN4) : relie deux GT ensemble pour jouer en réseau.
- GT tuner (Référence: PI-AD11) : Tuner permettant de recevoir la TV sur la GT (ne fonctionne qu'au Japon et USA)
- GT car adapter (Référence: PI-AD12) : Alimentation fonctionnant sur prise allume cigare.
- GT AV cable : Permet d'afficher un source AV externe sur l'écran de la GT via le GT tuner.
- GT AC adapter (Référence: PAD-121) : Alimentation secteur.

Proposés par d'autres sociétés
- Power pack (Référence PK-001)
- Multiple kit (Référence PI-01P)

## À noter
- La console a été surnommée « la Rolls des portables » pour sa qualité, mais aussi son prix et sa consommation en piles[1].